# 大阪YWCA専門学校
大阪YWCA専門学校（おおさかワイダブリュシーエーせんもんがっこう）は、大阪市北区神山町にある専修学校。公益財団法人大阪ＹＷＣＡが運営する。

## 沿革
- 1918年 - YWCAが設立される。
- 1982年 - 大阪YWCAセクレタリアルアーツ専門学校として開校。
- 1987年 - 現校名となる。

## 学科
- 日本語学科（外国人向け）
- 国際関係開発学科

## 所在地等
- 所在地：〒530-0026 大阪府大阪市北区神山町11-12
- 最寄駅：地下鉄堺筋線 扇町駅